# HMS Cardiff (D58)
Pour les autres navires du même nom, voir HMS Cardiff.
Pour les articles homonymes, voir D58.
Le HMS Cardiff est un croiseur léger de classe C lancé par la Royal Navy durant la Première Guerre mondiale. Il est affecté à la Grand Fleet en juillet 1917 en tant que navire amiral de la 6e escadre de croiseurs légers. En 1918, l'armistice signé, il a l'honneur de mener la flotte allemande vaincue à l'embouchure du Forth en Écosse. Vieillissant, il escorte des convois lors de la Seconde Guerre mondiale et participe à la traque des cuirassés allemands Scharnhorst et Gneisenau. Ensuite converti en navire-école, il est finalement vendu pour démolition le 23 janvier 1946.